# Ljeskove Vode
Ljeskove Vode (szerbül: Љескове Воде), település Bosznia-Hercegovinában, a Szerb Köztársaság északi régiójában Doboj községben. 

## Fekvése
A település Bosznia-Hercegovina északi részén, Dobojtól légvonalban 13, közúton 17 km-re északnyugatra, a Krnjin régióban, a Rudanka-patak mentén és a környező dombvidéken, 180-300 méteres magasságban található.  Dobojjal az R474a számú helyi út köti össze és áthalad rajta Doboj-Stanari-Kulaši-Prijedor vasútvonal is. Az út és a vasútvonal Krnjint két részre osztják - a déli részt, amely kelet felé egészen Doboj külvárosáig húzódik, Mali Krnjinnek hívják.

## Népessége
| Nemzetiségi csoport | Népesség 1991 | Népesség 2013 |
| ------------------- | ------------- | ------------- |
| Szerb               | 804           | 610           |
| Bosnyák             | 0             | 0             |
| Horvát              | 3             | 3             |
| Jugoszláv           | 5             | 0             |
| Egyéb               | 9             | 6             |
| Összesen            | 821           | 619           |

## Története
A település 1878-ig tartozott az Oszmán Birodalomhoz, ekkor a berlini kongresszus határozata alapján az Osztrák-Magyar Monarchia része lett. 1879-ben az első osztrák-magyar népszámlálás során a Tešanji járáshoz és Doboj községhez tartozó településnek 15 háztartása és 118 ortodox lakosa volt. 1910-ben a Tesanji járáshoz tartozó településen 33 háztartást és 211 ortodox lakost találtak. A monarchia szétesésével 1918-ban előbb a Szerb-Horvát-Szlovén Királyság, majd 1929-től a Jugoszláv Királyság része lett. 1921-ben a Doboji járáshoz tartozó községnek 182 ortodox lakosa volt. Az 1929-es törvény értelmében, amikor Bosznia-Hercegovinát négy banovinára, Drinskára, Vrbaskára, Zetskára és Primorskára osztották, a település a Vrbaska banovina része lett, amelynek székhelye Banja Luka volt.
A második világháborúban Jugoszlávia megszállása után a Független Horvát Állam (NDH) része lett. A második világháború után 1992-ig a település a szocialista Jugoszlávia keretében a Bosznia-Hercegovinai Népköztársaság része volt. A boszniai háborút lezáró daytoni békeszerződés rendelkezése alapján az ország területét felosztották a Bosznia-hercegovinai Föderáció és a boszniai Szerb Köztársaság között. A háború utáni területmegosztáskor a Szerb Köztársaság területéhez csatolták.

## Nevezetességei
A Tiszteletreméltó Nagy Szent Sziszoész tiszteletére szentelt ortodox temploma. A templom mérete 16x7 méter. A telket, amelyen a templom épült, a Ljeskovi Vode-i Vujadin és Slavko Gojković adományozta. A templom építése 1990-ben kezdődött Sava Krivokapić doboji építész terve alapján. A templom alapjait Vasilije, Zvornik-Tuzla püspöke szentelte fel 1995. július 19-én. A templomot ugyancsak Vasilije szentelte fel 1999. október 17-én.